# Lewisiopsis
Lewisiopsis je monotipski rod trajnica iz porodice Montiaceae. Jedina vrsta je L. tweedyi  iz Sjeverne Amerike (Washingrton i Britanska Kolumbija).

## Sinonimi
- Calandrinia tweedyi A.Gray; Proc. Amer. Acad. Arts 22: 277 (1887)
- Cistanthe tweedyi (A.Gray) Hershk.; Phytologia 68(4): 268 (1990)
- Lewisia tweedyi (A.Gray) B.L.Rob.; A. Gray, Syn. Fl. N. Am. 1: I. 268 (1897)
- Oreobroma tweedyi (A.Gray) Howell; Erythea 1: 32 (1893)